# Deathstalker II
Deathstalker II (ook bekend als Deathstalker II: Duel of the Titans) is een Argentijnse fantasyfilm uit 1987, en de tweede film uit de Deathstalker-filmreeks. De film werd geregisseerd door Jim Wynorski.

## Verhaal
Princess Evie van Jzafir wordt uitgeleverd aan de kwaadaardige tovenaar/zwaardvechter Jerak en diens gevaarlijke bondgenoot Sultana. Door zich voor te doen als Reena de ziener, roept Evie de hulp in van de held Deathstalker. Samen moeten ze Jzafir verslaan, en voorkomen dat Jerak Evies koninkrijk overneemt met behulp van een kloon die hij van haar heeft gemaakt.

## Rolverdeling
| Acteur                | Personage                    | Opmerkingen      |
| --------------------- | ---------------------------- | ---------------- |
| John Terlesky         | Deathstalker                 |                  |
| Monique Gabrielle     | Reena the Seer/Princess Evie |                  |
| John Lazar            | Jarek the Sorcerer           |                  |
| Toni Naples           | Sultana                      |                  |
| Maria Socas           | Amazon Queen                 |                  |
| Marcos Woinsky        | Pirate                       |                  |
| Dee Booher            | Amazon Champion Wrestler     | als Queen Kong   |
| Jacques Arndt         | High Priest                  | als Jake Arnt    |
| Carina Davi           | Young Amazon                 |                  |
| Jim Wynorski          | Dying Soldier                | als Arch Stanton |
| Douglas Mortimer      | Man in Black                 |                  |
| Maria Luisa Carnivani | Woman Guard                  |                  |
| Leo Nichols           | Pirate's Hitman One          |                  |
| Frank Sisty           | Pirate's Hitman Two          |                  |
| Red Sands             | Pirate's Hitman Three        |                  |
| Dan Savio             | Pirate's Hitman Four         |                  |
| William Feldman       | Pirate's Hitman Five         |                  |
| Nick Sardansky        | Evie's Victim                |                  |